# Nhóm ngôn ngữ Mảng
Nhóm ngôn ngữ Mảng, bao gồm nhóm ngôn ngữ Pakan, là một nhánh ngôn ngữ Nam Á gồm một số ngôn ngữ đang nguy cấp. Phần lớn các ngôn ngữ này được sử dụng tại miền nam Trung Quốc, chỉ mỗi tiếng Mảng là sử dụng tại Việt Nam.

## Phân loại
Đề xuất phân loại của Paul Sidwell như sau.
- Mảng
  - Tiếng Mảng
  - Nhóm Pakan:
    - Tiếng Bố Lưu (布流) hay Ba Lưu (巴琉), Paliu, Palyu, Lai (俫/徕)
    - Tiếng Bố Cam (布甘, Bugan, Bogan) hay Bố Can (布干), Bố Canh (布赓, Bugeng), Pukan, Pakan.

Nhóm ngôn ngữ Mảng là một nhóm ngôn ngữ bao gồm cả ba ngôn ngữ trên, được công nhận bởi Ilia Peiros (2004) và Jenny & Sidwell (2015). Jenny & Sidwell (2015) coi nhóm Mảng là một nhánh riêng trong ngữ hệ Nam Á.
Trước đây, mỗi ngôn ngữ Mảng được phân loại một cách khác nhau. Năm 1990, Paul K. Benedict lập luận rằng tiếng Bố Lưu tạo thành một nhánh riêng biệt. Edmondson & Gregerson (1996) liệt kê nhiều điểm tương đồng về ngữ âm và từ vựng giữa tiếng Bố Lưu và Nhóm ngôn ngữ Việt. Tuy nhiên, Gérard Diffloth sau đó cho rằng nhóm Pakan (tức là Bố Lưu và Bố Cam) có mối quan hệ với các ngôn ngữ Palaung và là một phần của nhóm Môn-Khmer Bắc rộng hơn. Nguyễn Văn Lợi cũng xếp tiếng Mảng trong phân nhóm Samtau trong nhóm Wa, mặc dù sau đó ông xem xét lại rằng tiếng Mảng là một nhánh chị em của nhóm Wa (Sidwell 2009: 133). Peiros (2004) cho tiếng Mảng vào trong Pakan.

## Phục dựng
Ngôn ngữ Pakan nguyên thủy, tiền thân của tiếng Bố Lưu và tiếng Bố Cam (nhưng không phải của tiếng Mảng), đã được Andrew Hsiu (2016) phục dựng. Hsiu (2017), trích dẫn Lý Húc Luyện (1999), lưu ý rằng các ngôn ngữ Pakan trước đây được nói xa hơn về phía bắc (ở Quý Châu) và có tiếp xúc lâu dài với tiếng Cờ Lao. Hsiu (2017) cũng ghi nhận rằng các ngôn ngữ Pakan vay mượn từ của các ngôn ngữ Kra và cũng ảnh hưởng đến các ngôn ngữ Kra.